# Sabine Hettner
Sabine Hettner (* 4. Oktober 1907 in Florenz; † Oktober 1985 in Paris) war eine französische Malerin der Moderne.

## Leben
Sabine Hettner malte seit ihrer Kindheit, wobei sie sich die künstlerischen und handwerklichen Fähigkeiten weitgehend durch ihren Vater Otto Hettner und dessen Freunde Oskar Kokoschka und Otto Dix erwarb, die alle Professoren an der Dresdner Kunstakademie waren. Der ältere Bruder, Roland Hettner, war Schüler von Otto Dix und lebte als Maler und Keramiker in Italien. Ihre Mutter stammte aus Frankreich; Sabine Hettner verbrachte die meiste Zeit ihres Lebens in Paris. Sie war Patenkind von Gerhart Hauptmann.
Während der Deutschen Besetzung Frankreichs im Zweiten Weltkrieg heiratete Sabine Hettner einen französischen Juden, der ihren Namen annahm und somit der Verfolgung der Nazis entkam. Nach dem Krieg wurde die Ehe wieder gelöst, und Sabine Hettner erhielt von ihm ein lebenslanges Wohnrecht in einem Atelier im Pariser Stadtteil Saint-Germain-des-Prés in der Rue de Saint-Simon, wo sie bis zu ihrem Lebensende wohnte. Sie war dort befreundet mit den Malern Sonia und Robert Delaunay, die im selben Haus lebten.
Seit 1946 stellte sie regelmäßig in Frankreich aus, aber auch in Italien, Spanien, Dänemark, England und den USA. In Deutschland gab es ebenfalls Ausstellungen z. B. im Museum für Völkerkunde Hamburg (1960), in Gronau-Epe (1980, 1983) und im Salon für Abstrakte Kunst Hamburg (1981).

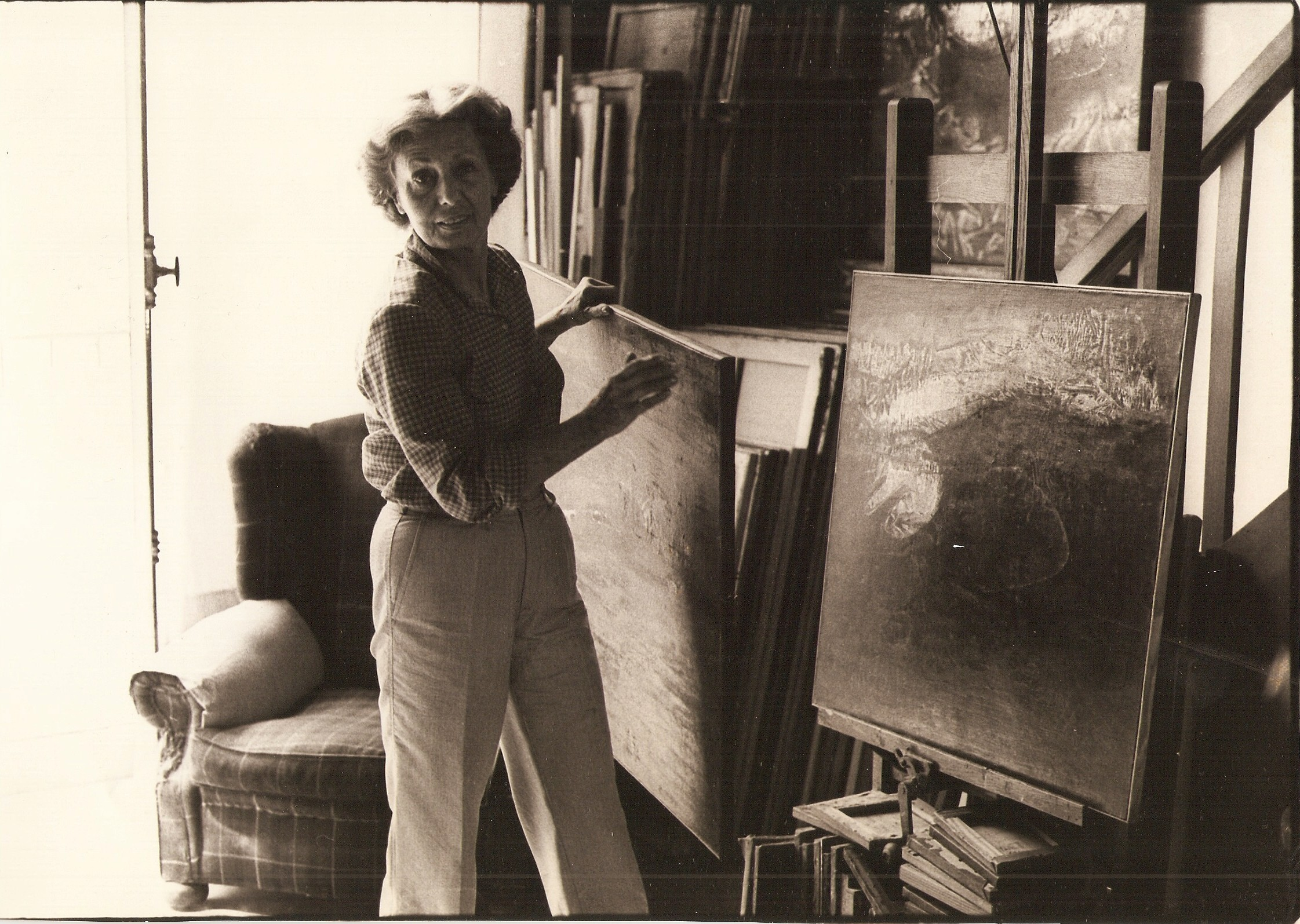
Sabine Hettner in ihrem Atelier in Paris

Sabine Hettner schuf zahlreiche Werke (Öl, Gouachen, Zeichnungen). Nach einer kurzen figurativen Periode orientierte sie sich zur Abstraktion des Universums, wie Meer, Erde, Himmel und der Welt der Mineralien. Ihre Bilder weisen auf eine pantheistische Kommunion mit der Natur hin, in eine von Mystik geprägte Welt.
Ihre Bilder tragen keine Titel. Die Bilder signierte sie zunächst mit „S. Hettner“, nach einer Begegnung mit Pablo Picasso mit dem vollen Namen „Sabine Hettner“: Picasso zeigte sich von den Bildern begeistert. Bei der ersten Begegnung stellte er allerdings fest, dass „der Künstler“ eine Frau war und verlor das Interesse.

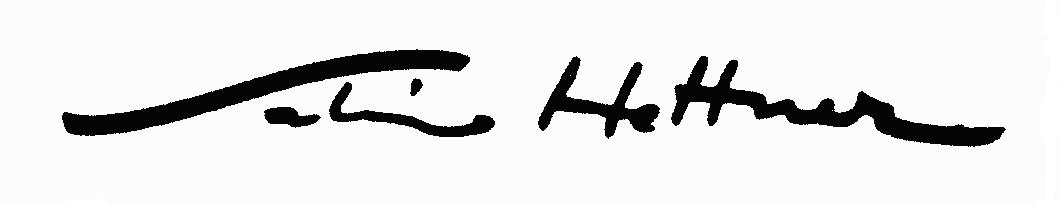
Signatur